# Itabuna
Itabuna is een Braziliaanse stad in de staat Bahia. Itabuna ontstond als stad door een afsplitsing van Ilhéus in 1910. In 1978 werd de stad de zetel van een rooms-katholiek bisdom.
Itabuna was een van de hoofdsteden van de cacao, totdat omstreeks 1989 een ziekte (heksenbezem) de teelt vernietigde en is thans een belangrijk industrieel en commercieel centrum in ontwikkeling.
Het is tevens de geboortestad van de Braziliaanse schrijver Jorge Amado.

## Aangrenzende gemeenten
De gemeente grenst aan Barro Preto, Buerarema, Ibicaraí, Ilhéus, Itajuípe, Itapé, Jussari en São José da Vitória.

## Verkeer en vervoer
De plaats ligt aan de noord-zuidlopende weg BR-101 tussen Touros en São José do Norte. Daarnaast ligt ze aan de weg BR-415.

## Geboren
- Jorge Amado (1912-2001), schrijver